# Fareynikte Partizaner Organizatsye

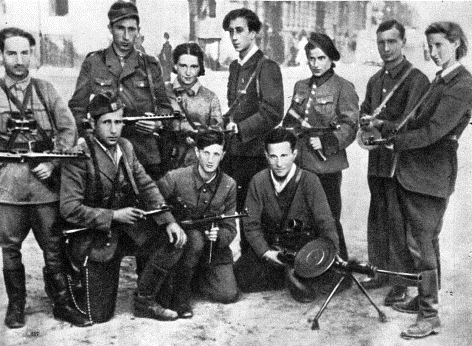
Abba Kovner (in piedi, al centro) con i membri della FPO a Vilnius

Il Fareynikte Partizaner Organizatsye (in yiddish: פֿאַראײניקטע פּאַרטיזאַנער אָרגאַניזאַציע, "organizzazione unita partigiana"; indicato come FPO dalle iniziali in yiddish) fu un'organizzazione di resistenza ebraica operante nel ghetto di Vilnius durante la seconda guerra mondiale. L'organizzazione clandestina fu fondata dai partigiani comunisti e sionisti con a capo lo scrittore Abba Kovner, Josef Glazman e Yitzhak Wittenberg.

## Istituzione dell'FPO
La Fareynikte Partizaner Organizatsye fu creata il 21 gennaio 1942 nel ghetto di Vilnius, con il motto "Non permetteremo loro di portarci come pecore al macello".
Fu la prima organizzazione di resistenza ebraica nata nei ghetti dell'Europa occupata dai nazisti, seguita dall'organizzazione clandestina del ghetto di Łachwa nell'agosto 1942. A differenza di altri ghetti, dove la resistenza veniva coordinata in una certa misura con i funzionari della classe dirigente ebraica locale, Jacob Gens, a capo del ghetto di Vilnius, collaborò con i funzionari tedeschi per contrastare la resistenza armata.
L'FPO riunì i sionisti socialisti, i sionisti revisionisti di destra, i comunisti-marxisti e i bundisti sotto la guida di Yitzhak Wittenberg, Josef Glazman e Abba Kovner. Gli obiettivi erano di stabilire l'autodifesa nel ghetto, sabotare le attività industriali e militari tedesche e di unirsi alla lotta dei partigiani e dell'Armata Rossa contro i nazisti. Kovner, capo del movimento, insieme ad altri 17 membri del gruppo sionista locale Hashomer Hatzair, rifugiatosi in un convento polacco di suore domenicane e protetto dai nazisti dalla madre superiora suor Bertranda, fu il primo a fornire le bombe a mano e altre armi alla resistenza del ghetto di Vilnius.

## Repressione della rivolta
L'FPO non riuscì a raggiungere gli obiettivi prefissati. All'inizio del 1943 i tedeschi catturarono un membro della resistenza nella foresta. Lo Judenrat, in risposta alle minacce tedesche, consegnò Wittenberg alla Gestapo. La Fareynikte Partizaner Organizatsye organizzò una rivolta, riuscì a salvare Wittenberg e diede vita ad una piccola milizia. Lo Judenrat non lo tollerò, anche perché i nazisti imposero un ultimatum: porre fine alla resistenza o andare incontro allo sterminio. Lo Judenrat sapeva del contrabbando di armi nel ghetto, e quando un ebreo fu arrestato per l'acquisto di un revolver, l'FPO non ebbe altra scelta che ritirarsi. Judenrat mise la popolazione contro i membri della resistenza facendoli sembrare nemici che stavano provocando i nazisti. Jacob Gens sottolineò la responsabilità delle singole persone e aggiunse che la resistenza stava sacrificando il bene della comunità. Alla fine la popolazione rivendicò il proprio diritto alla vita, e la resistenza scelse di non sparare contro gli altri ebrei e furono prima disarmati e quindi arrestati il 1º settembre 1943.
Quando i nazisti liquidarono il ghetto nel 1943, i membri ricostituirono l'FPO. Jacob Gens prese il controllo del gruppo per liberare il ghetto dai tedeschi, ma contribuì a segnalare gli ebrei come combattenti anche quando non facevano parte della resistenza. I membri dell'FPO fuggirono nelle foreste circostanti e la maggior parte riuscì a raggiungere le unità partigiane sovietiche. Successivamente l'FPO partecipò alla liberazione di Vilnius insieme all'esercito sovietico nel luglio 1944.